# Almássy Éva
Almássy Éva (franciául: Eva Almassy) (Budapest, 1955. december 27. –) magyar származású francia író, újságíró.

## Életrajza
Apja Almássy László pedagógus, a Fóti Gyermekváros nevelési igazgatója volt, anyja, akit korán elvesztett, ugyanott volt könyvtáros. Testvérei: Katalin és Márta.
Az Eötvös Loránd Tudományegyetem Bölcsészettudományi Karán tanult pszichológiát. Apja halálát követően, 1978-ban disszidált Franciaországba, ahol politikai menedékjogot, hat évvel később pedig francia állampolgárságot kapott. A befogadó országához való viszonyáról így vall: „Franciaország politikai menedéket nyújtott számomra, én megtanultam a nyelvét. Ez az én személyes történetem. Nincs más történet, mint ez.”
Eredetileg orvosnak készült; pszichológiát tanult, majd a Sorbonne-on filozófiát. Rövid novellákat és irodalmi kritikákat írt, melyek a Journal littéraire-ben, a Nouveaux Cahiers de l'Est-ben és az Autre Journal irodalmi periodikában jelentek meg. Természetkedvelőként gombákról írt rendszeresen egy havilapba, s tolmácsolást is vállalt, többek között a francia védelmi minisztérium részére.
A francia állami rádió, a France Culture irodalmi kritikusa, majd 2006-ban ugyanott az egyik kultuszműsor, a Pápuák a fejben egyik rendszeresen fellépő játékosa, aki szellemességével, gyors észjárásával, s „makacs akcentusával” igazi színfoltnak számít.

## Irodalmi munkássága
Első regényének megírásába „franciaországi nagykorúságának” elérésekor, 18 év után fogott bele. A részben önéletrajzi ihletésű V.O. 1997-ben jelent meg. A cím a francia „version originale” (eredeti változat) rövidítése; nem francia nyelvű filmek esetében a V.O.-t feliratozni szokták. A Budapesten játszódó, egy első szerelem történetét elmesélő mű újszerűsége abban állt, hogy a párbeszédek a cselekménytől elkülönülve, a könyv alján jelentek meg. A kritika jól fogadta, stílusát és nyelvezetét kifejezetten dicsérték. A regény 2000-ben Virgo (Feliratos regény) címmel magyarul is megjelent Gulyás Adrienn fordításában.
E művét újabb novellák és regények követték, majd gyermekkönyveket írt. Írásaiban játszik a nyelvvel, „incselkedik a francia és idegen szavakkal, mintha kockákkal vagy legóval szórakozna”.
Rádiójátékainak témagazdagsága rendkívül nagy: egy erős nő, Báthori Erzsébet teljes magányától a Higgs-bozonon át a Ceaușescu-utáni történelmi környezetig terjed. Gyermek- és ifjúsági regényeiben találkozhatunk kagylóhalász szellemekkel, fekete lyukakkal, s nem habozik olyan kényes témákat sem érinteni, mint a betegség (cukorbetegség), vagy a holokausztnak áldozatul esett családban uralkodó fájdalmas hallgatás. Regényei és novellái szinte kizárólag a legtágabb értelemben vett párkapcsolatról szólnak; szerelmes párokéról, melyek formálódhatnak két nővérből, sőt sziámi ikerlányokból is; a szerelem nehézségeiről (impotencia, szexuális önmegtartóztatás), s az elválás lehetetlenségéről. Almássy Éva önmagát „nyelvi” írónak tartja, bevallottan Virginia Woolf, Vladimir Nabokov, Robert Musil vagy a kortárs írók közül Zeruya Shalev mintáit és stiláris hatásait követi. Legutóbbi, A szerelem beteljesülése című regényét (musili, nietzschei, rimbaud-i) „referenciatrilógiájának” első műveként mutatta be.

## Művei

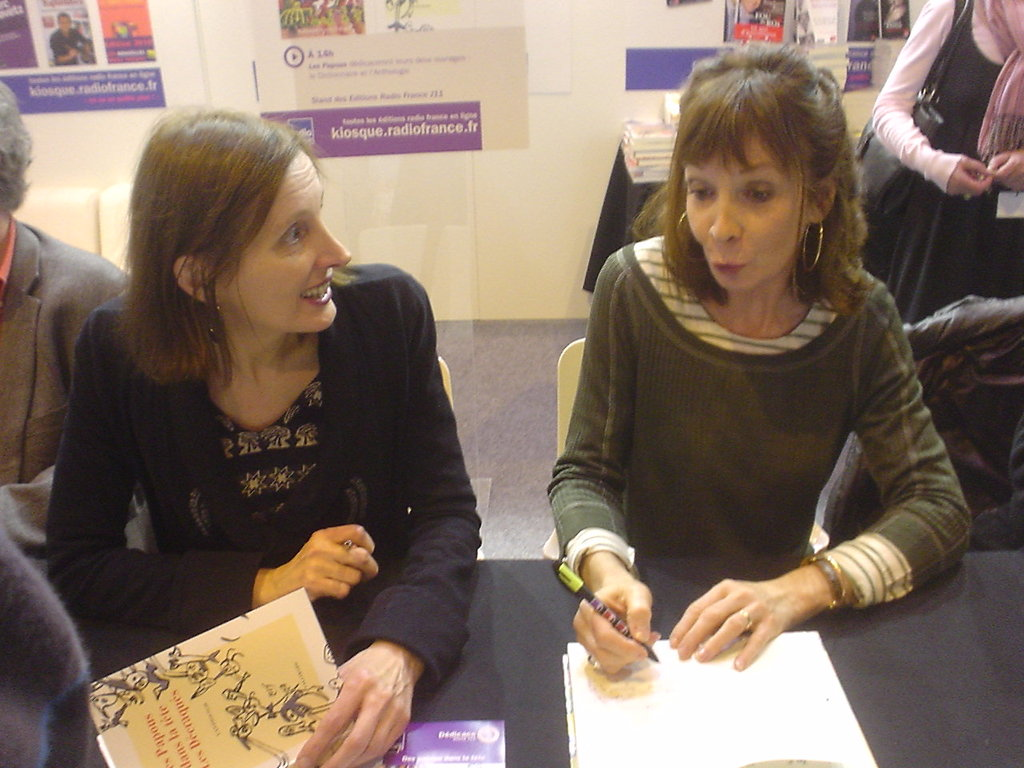
Almássy Éva (balra) és Françoise Treussard a 2010-es párizsi könyvkiállításon

### Regények, esszék
- V.O. Párizs: Gallimard. 1997.  ISBN 2070748812
- Tous Les Jours. Párizs: Gallimard. 1999.  ISBN 2070756556
- Virgo: Feliratos regény [10]. Ford. Gulyás Adrienn–szerk. Almássy Éva – Bognár Róbert. Budapest: Sík Kiadó. 2000.  ISBN 9639270024
- Comme deux cerises. Párizs: Stock. 2001.  ISBN 9782234053267
- Lucifer box. Párizs: Gallimard – Le Monde. 2001.
- Petit éloge des petites filles. Párizs: Gallimard. 2009.  = Folio 2 €,  ISBN 9782070398638
- Limites de l'amour. Coaraze: l'Amourier. 2010.  ISBN 9782915120684
- L'accomplissement de l'amour. Párizs: Olivier. 2013.  ISBN 9782823602685 [11]
- R'avec. Párizs: Arcane 17. 2021.  ISBN 978-2-4930-4903-2 [12]

### Ifjúsági könyvek
- Le vieux cheval et les poneys de la vallée. Párizs: École des loisirs. 2004.  ISBN 9782211074933
- Celle qui ne pouvait faire qu'une seule chose par jour. Párizs: École des loisirs. 2005.  ISBN 9782211076791
- Autobiographie d'un fantôme. Párizs: École des loisirs. 2007.  ISBN 9782211082914  (Autobiographie d'un fantôme. 2. bőv. kiadás. Lyon: Loupe. 2009.  ISBN 9782848682525 )
- Les cheveux de la poupée. Párizs: École des loisirs. 2009.  ISBN 9782211096102
- Le cadeau qui ne se donne pas. Párizs: École des loisirs. 2013.  ISBN 9782211209946
- Le petit principe. Párizs: École des loisirs. 2013.  ISBN 9782211209915

### Közös kiadványban
- Carnets de Sarajevo 1: Rencontres européennes du livre de Sarajevo. Társszerz. Alain Borer, Erri De Luca, Rajko Djurić, Nedim Gürsel, Jean-Marie Laclavetine, Caroline Lamarche, Yves Laplace, Björn Larsson, Yvon Le Men, Predrag Matvejević, Senadin Musabegović, Patrick Rambaud, Mireille Robin, Tomaž Šalamun, Izet Sarajlić, Peter Schneider, Abdulah Sidran, Vidosav Stevanović, Brina Svit és Vule Žurić. Párizs: Gallimard. 2002.  = Hors série Connaissance,  ISBN 978-2070766420
- De la mémoire du réel à la mémoire de la langue: Réel, fiction, langage. Társszerz. Villa Gillet, Aleksandar Hemon, Theo Hakola és mások. Nantes: C. Defaut. 2006.  ISBN 2350180298
- Pour une littérature-monde. Szerk. Michel Le Bris – Jean Rouaud–társszerz. Tahar Ben Jelloun, Maryse Condé, Dai Sijie, Ananda Devi, Chahdortt Djavann, Édouard Glissant, Jacques Godbout, Nancy Huston, Fabienne Kanor, Dany Laferrière, Michel Layaz, Michel Le Bris, Alain Mabanckou, Anna Moï, Wajdi Mouawad, Nimrod, Esther Orner, Grégoire Polet, Raharimanana, Patrick Raynal, Jean Rouaud, Boualem Sansal, Brina Svit, Lyonel Trouillot, Gary Victor és Abdourahman A. Waberi. Párizs: Gallimard. 2007.  ISBN 9782070785308
- Le dictionnaire des Papous dans la tête. Szerk. Françoise Treussard–társszerz. Jacques A. Bertrand, Patrick Besnier, François Caradec, Patrice Caumon, Jérôme Clément, Henri Cueco, Hélène Delavault, Patrice Delbourg, Lucas Fournier, Serge Joncour, Jacques Jouet, Hervé Le Tellier, Patrice Minet, Gérard Mordillat, Ricardo Mosner, Dominique Muller, Jean-Bernard Pouy és Jacques Vallet. Párizs: Gallimard. 2007.  ISBN 9782070785001
- La grande sœur (novella). In  Jacques Doillon: Le petit criminel. Chloé Mary, Nathalie Hubert, Loïc Barrère, Eva Almassy. Párizs: École des loisirs. 2008.  ISBN 9782211089852
- Lettres nomades. Társszerz. Carlos Batista, Velibor Colic, Xavier Deutsch, Eddy L.Harris, Blaise Hofmann, Rouja Lazarova, Luis Mizon, Eric Pessan, Lambert Schlechter és Zoé Valdès. Lille: Nuit myrtide. 2011.  ISBN 2913192963
- Almássy Éva:  Robert Browning nem jött el: (hangjáték).  Nagyvilág,  LVI. évf.  11. sz. (2011. november)   844–865. o. arch Hozzáférés: 2013. május 25.   Lukács Laura fordítása, ISSN 0547-1613
- Almássy Éva:  Báthory Erzsébet utolsó éjszakája: (hangjáték).  Nagyvilág,  LVIII. évf.  4. sz. (2013. április)   369–384. o. arch Hozzáférés: 2013. május 25.   Lukács Laura fordítása, ISSN 0547-1613

### Műfordítások
- Aliz Mosonyi: Les contes de l'armoire: Trente-cinq contes brefs. Ford. Eva Almassy és Fanny Volcsanszky, ill. Kitty Crowther. Párizs: École des Loisirs. 2006.  ISBN 9782211081436 [Az eredeti mű: Mosonyi Aliz – Háy Ágnes: Szekrénymesék (1985)]
- Aliz Mosonyi: Les contes des magasins. Ford. Eva Almassy, ill. Kitty Crowther. Párizs: École des Loisirs. 2006.  ISBN 9782211082860 [Az eredeti mű: Mosonyi Aliz: Boltosmesék (1997)]

## Rádiós tevékenysége
- Tucatnyi rádiós műsor, köztük: 
  - Perspectives contemporaines, Histoires d'écoute stb., France Culture, 1999 óta
- La suite dans les idées, France Culture, irodalmi kritikák 2000-2002
- Des Papous dans la tête, France Culture, 2006. május 10-től [13]

## Kiállítás
- William Singespeare ou le singe dactylographe – installáció íróasztallal, székkel, írógéppel, 4×3 m-es plakáttal és élő majommal, Kortárs művészeti biennále, Lyon, 2001

## Díjai
- 2002 – SACD-díj, „új rádiós tehetség”[14]
- 2007 – a Rádiófónia díja a La dernière nuit d'Erzsébet Bathory című rádiójátékért[15]

## Fordítás
- Ez a szócikk részben vagy egészben  az   Eva Almassy  című francia Wikipédia-szócikk ezen változatának fordításán alapul.  Az eredeti cikk szerkesztőit annak laptörténete sorolja fel. Ez a jelzés csupán a megfogalmazás eredetét és a szerzői jogokat jelzi, nem szolgál a cikkben szereplő információk forrásmegjelöléseként.